# McCord
McCord és una concentració de població designada pel cens dels Estats Units a l'estat d'Oklahoma. Segons el cens del 2000 tenia 1.711 habitants.

## Demografia
Segons el cens del 2000, McCord tenia 1.711 habitants, 676 habitatges, i 506 famílies. La densitat de població era de 151,9 habitants per km².
Dels 676 habitatges en un 28,6% hi vivien nens de menys de 18 anys, en un 63,5% hi vivien parelles casades, en un 7,1% dones solteres, i en un 25,1% no eren unitats familiars. En el 21,2% dels habitatges hi vivien persones soles el 8,4% de les quals corresponia a persones de 65 anys o més que vivien soles. El nombre mitjà de persones vivint en cada habitatge era de 2,53 i el nombre mitjà de persones que vivien en cada família era de 2,94.
Per edats la població es repartia de la següent manera: un 25% tenia menys de 18 anys, un 6,7% entre 18 i 24, un 25,6% entre 25 i 44, un 28,5% de 45 a 60 i un 14,1% 65 anys o més.
L'edat mediana era de 41 anys. Per cada 100 dones de 18 o més anys hi havia 99,8 homes.
La renda mediana per habitatge era de 39.479 $ i la renda mediana per família de 45.446 $. Els homes tenien una renda mediana de 36.429 $ mentre que les dones 20.927 $. La renda per capita de la població era de 17.654 $. Entorn del 7,9% de les famílies i el 10,9% de la població estaven per davall del llindar de pobresa.

## Poblacions més properes
El següent diagrama mostra les poblacions més properes.